# RITM-200
RITM-200是由OKBM Afrikantov开发的集成压水反应堆，设计功率55 MWe。它将使用高达20％的浓缩铀235，每7年加一次燃料，计划可使用40年。
RITM-200具有紧凑的集成布局设备，可将设备放置在蒸汽发生器外壳内，与早期设计相比，系统重量减轻了一半，并提高了在颠簸海域中运行的能力。

它为北极号破冰船提供动力，预计第一艘将在2020年投入使用。 它还为23000E型施托姆級航空母艦提供动力。